# William Strang

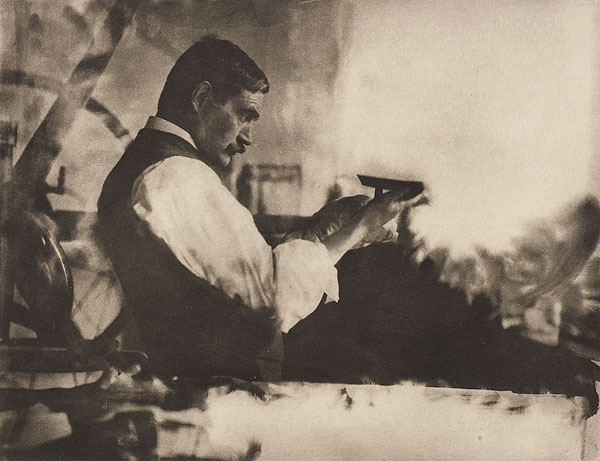
William Strang, foto James Craig Annan, Camera Work, 1907.

William Strang (Dumbarton, 13 februari 1859 – Bournemouth, 12 april 1921) was een Schots etser en kunstschilder.

## Leven en werk
Strang studeerde aan de Dumbarton Academy en trok in 1875 naar Londen, waar hij kunst ging studeren aan de Slade School of Fine Art, onder Alphonse Legros. Aanvankelijk legde hij zich vooral toe op het etsen, graveren en lithograferen, waarmee hij al snel lof oogstte tijdens diverse exposities. Diverse van zijn werken verschenen ook in tijdschriften en portfolio’s. Ook illustreerde hij een aantal literaire werken, waaronder verhalen van Rudyard Kipling, de Baron van Münchhausen, Sinbad de zeeman en Ali Baba. Verder maakte hij veel portretten, onder andere van Thomas Hardy en dichter Sir Henry Newbolt. Strang staat ook bekend als een der eersten die op grote schaal reproducties maakte van zijn litho’s en etsen.
Vanaf de jaren 1890 legde Strang zich in toenemende mate toe op de schilderkunst, olie- zowel als waterverf, vooral portretten, boerengezelschappen en naakte figuren in landschappen. Opvallend in zijn werk is de creatie van speciale kleureffecten, vaak met rode en witte krijt, mede onder invloed van de door hem bewonderde Hans Holbein de Jongere. Bekend is een serie decoratieve schilderijen van het verhaal van Adam en Eva, gemaakt voor een rijke landeigenaar uit Wolverhampton.
Strang wordt gezien als een der belangrijkste Schotse kunstschilders uit zijn tijd. Werk van hem is onder andere te zien in het Louvre te Parijs (grafische afdeling), Tate Gallery te Londen en de Kelvingrove Art Gallery and Museum te Glasgow.

## Galerij

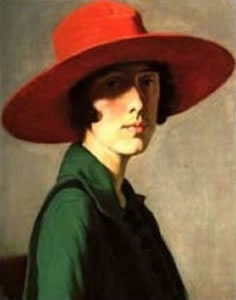
Lady with Red Hat (Vita Sackville-West)
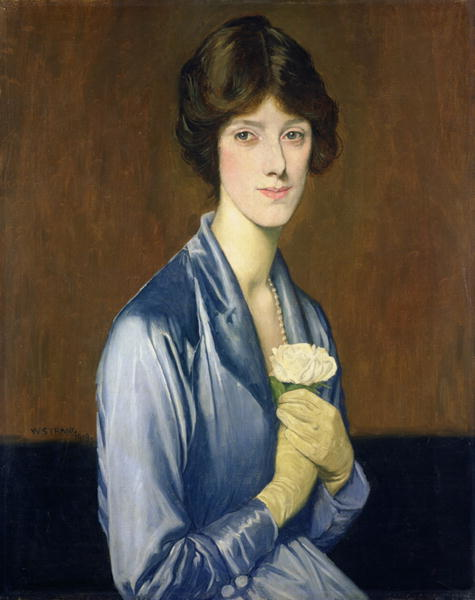
The White Rose
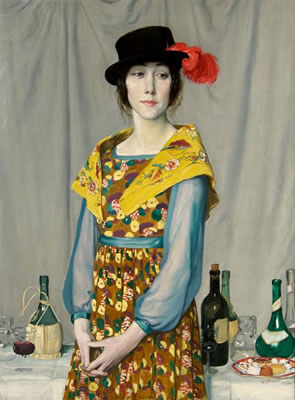
The Buffet
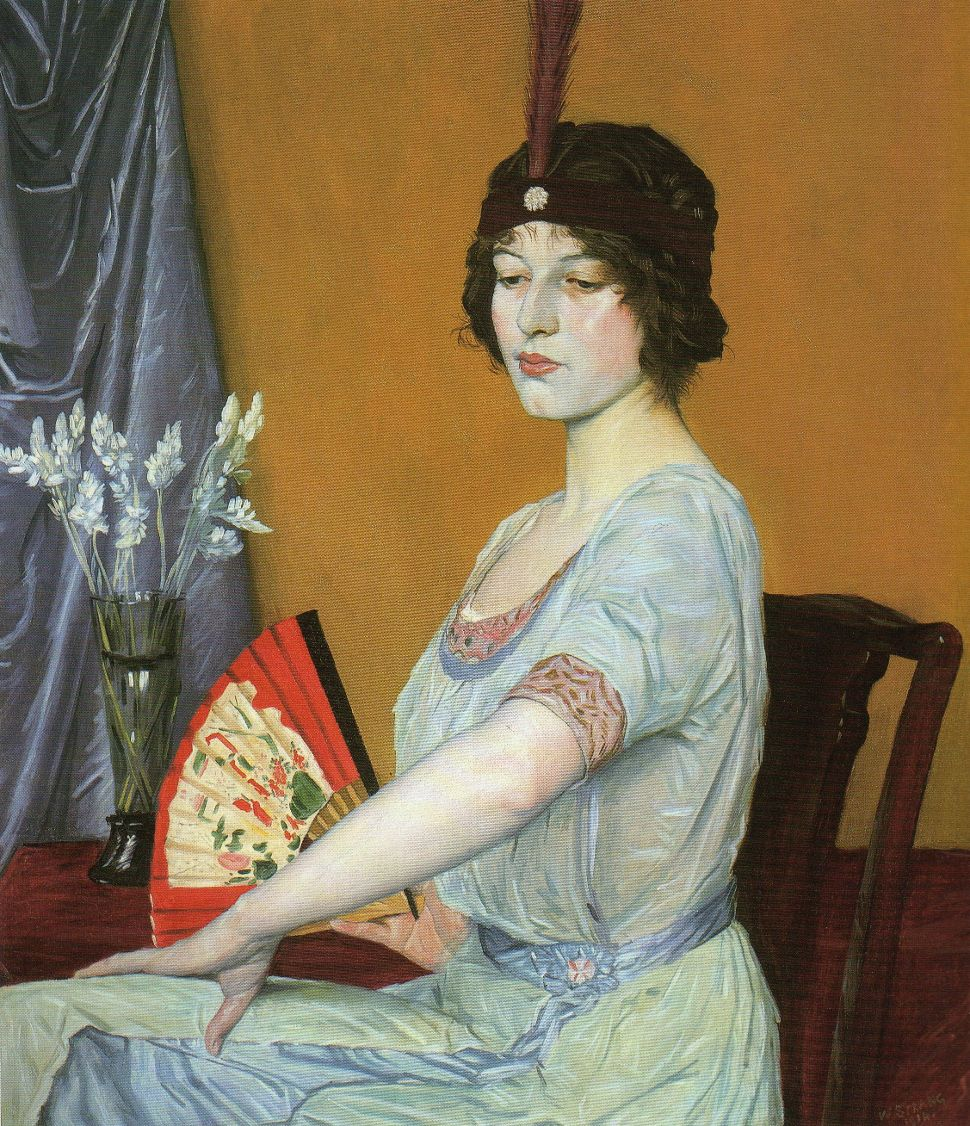
The Japanese Fan
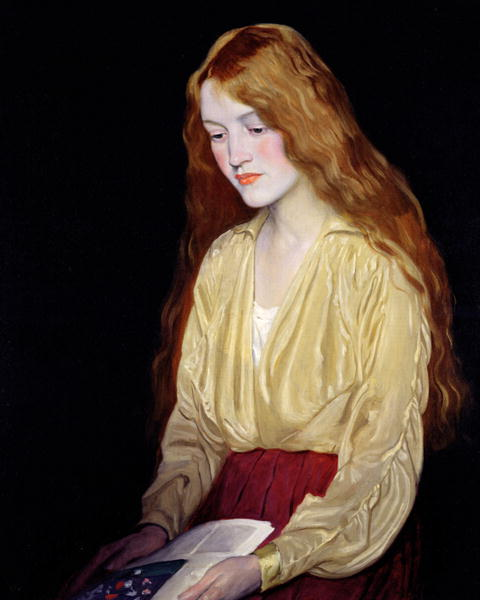
William Strang portrait Cynthia 1917.jpg
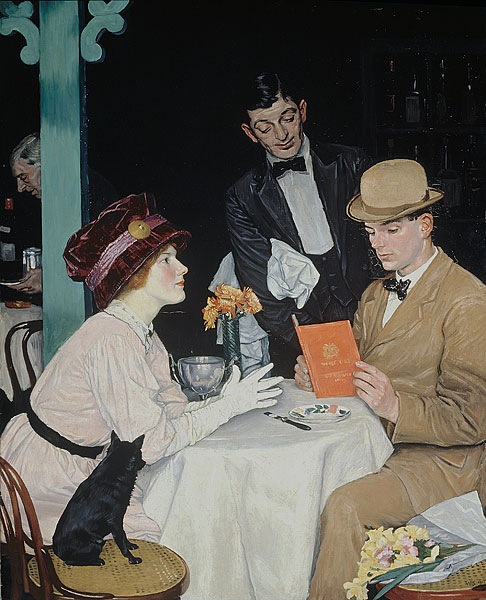
Bank Holiday, 1908
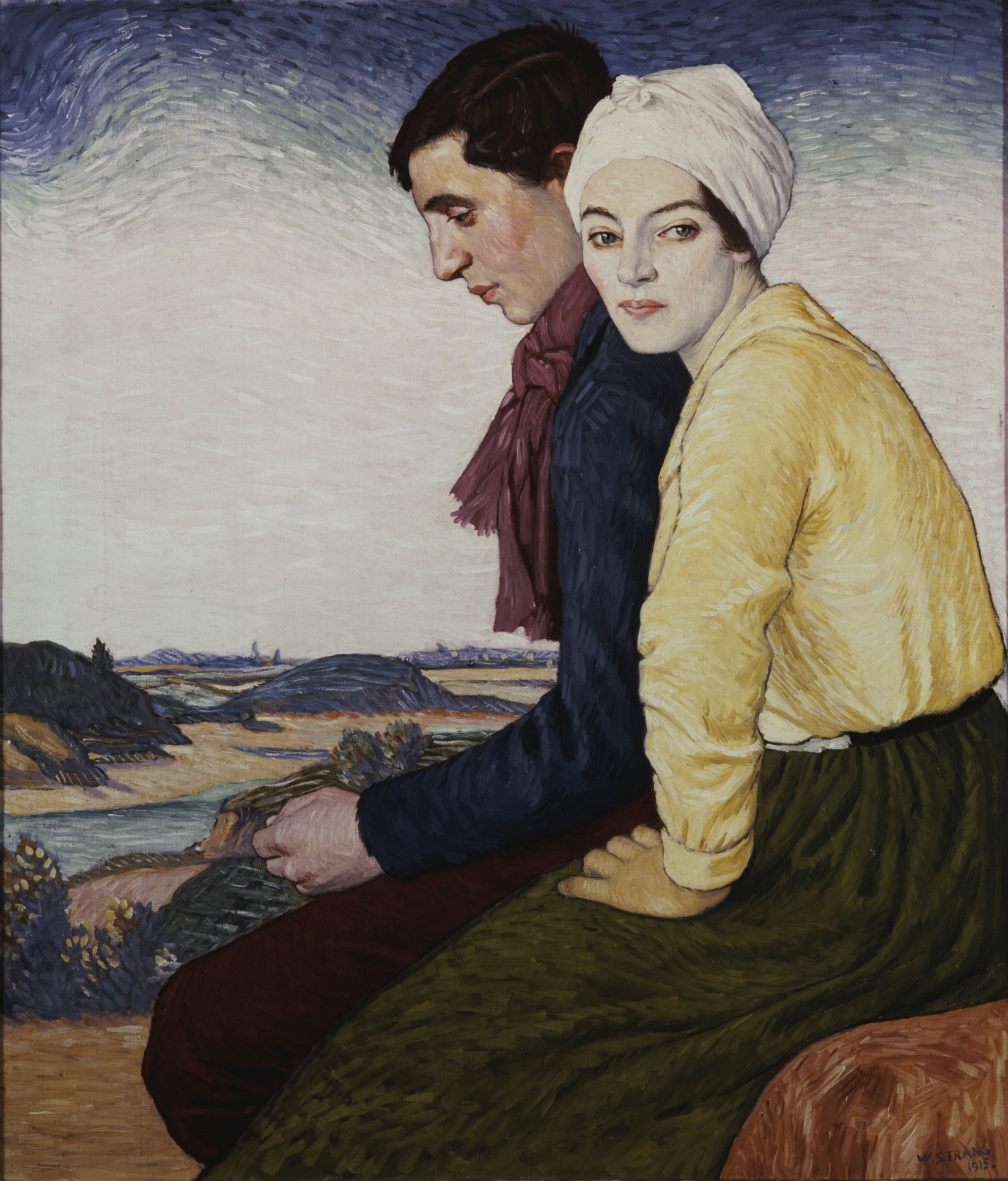
The Meeting Place
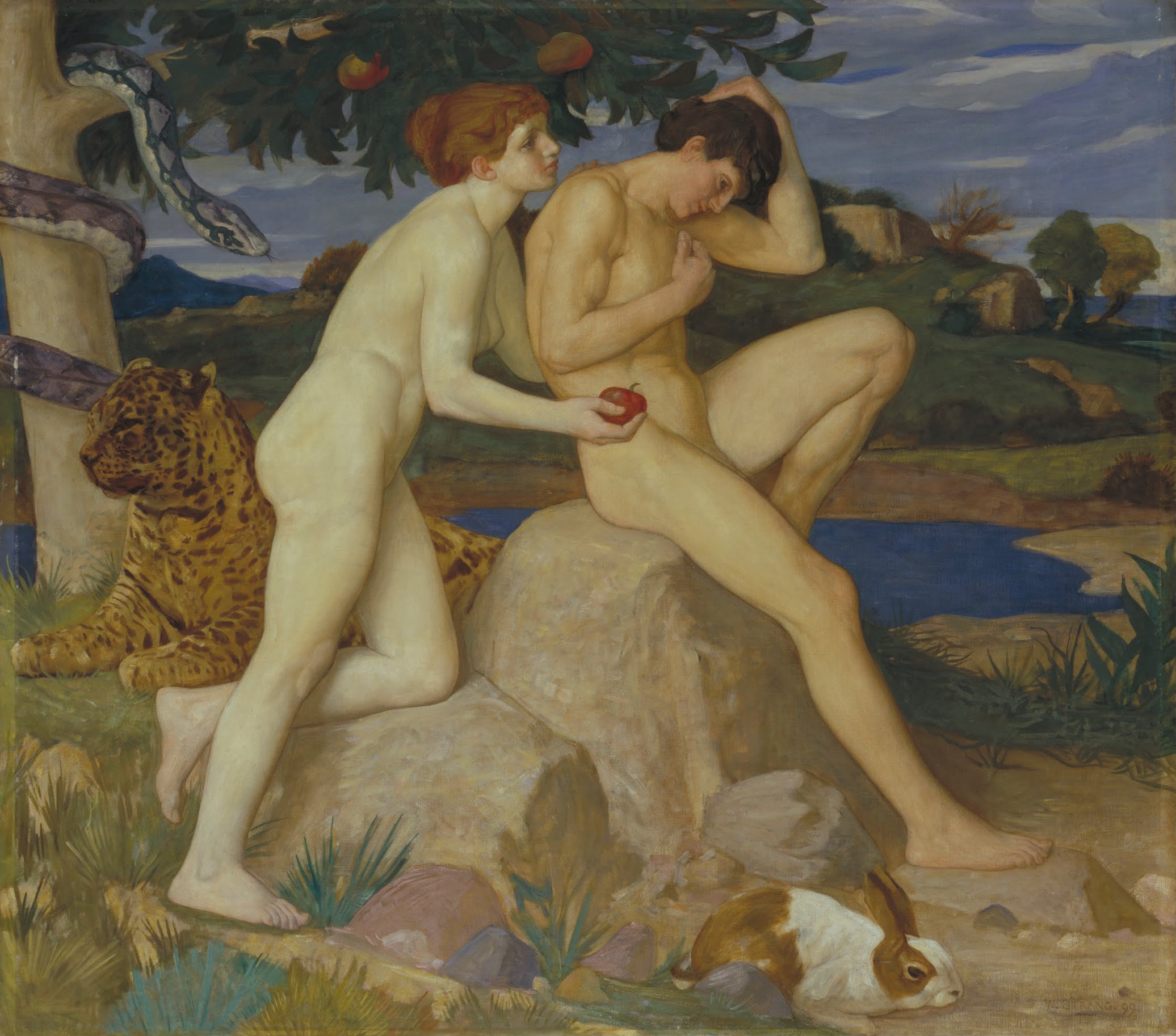
The Temptation, 1899, uit zijn Adam en Eva-cyclus
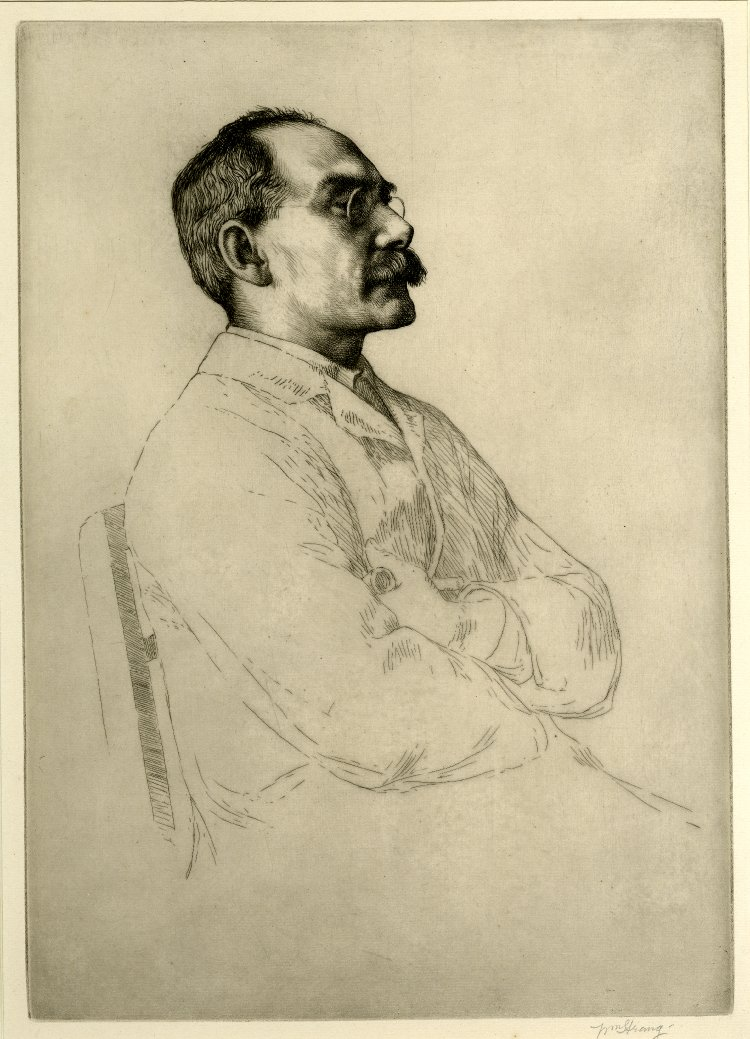
Rudyard Kipling, 1898
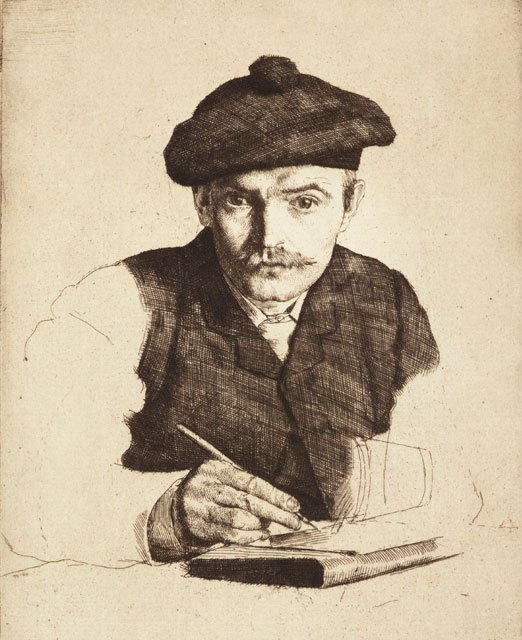
William Strang, Self-portrait, No. 6 (Strang No. 116), 1885